# ピエール・ロラン (政治家)
ピエール・ロラン（またはローラン、フランス語:Pierre Laurent、1957年7月1日 - ）は、フランスの政治家。元フランス共産党全国書記（書記長、党首に相当）。元『ユマニテ』編集長。

## 来歴
パリに生まれる。父ポール・ロランもフランス共産党の政治家であった。
学生として経済学を学んでいるときに、フランスの共産主義学生連合（UEC）に入会する。1982年から1985年にかけて全国委員を務めた。卒業ののちジャーナリストとなり、『ユマニテ』紙上で活躍する。2000年より『ユマニテ』編集長となる。
これと同じく2000年には、フランス共産党の第30期全国委員となる。
2009年には党ナンバー2の役職である全国コーディネーターに就任する。
2010年3月にイル＝ド＝フランス地域圏の選挙に出馬し、トロツキスト政党「反資本主義新党」や民主運動の候補を上回る6.55%の得票を得て当選を果たす。
同年7月よりマリー・ジョルジュ・ビュフェに代わってフランス共産党全国書記を務める。2013年2月の党大会にて再選される。

## 現況
ロランが全国書記に就任するまでのフランス共産党は、様々な原因で退潮傾向に歯止めがかかっていなかった。
ロベール・ユーが全国書記を務めていた2002年には、大統領選挙でトロツキスト政党を下回る得票しか得られなかった。これは歴史上初の出来事であった。この惨敗を受けてユーは辞任、代わってマリー・ジョルジュ・ビュフェが全国書記に就任する。ビュフェは共産党初の女性党首としてフランス共産党のイメージ向上のために様々なことを行ったが、それでも他の左翼勢力との共闘などを巡って党内ではゴタゴタが続き、党勢衰退にも歯止めがかからず、2007年の大統領選挙での得票率は過去最低となった。さらに、トロツキスト候補であるオリヴィエ・ブザンスノーに大きく水をあけられた。党の財政も厳しくなり、党組織も風前の灯火となる中、党再生の期待を背負ってロランが全国書記に就任したのである。
ロランが全国書記に就任して以降、共産党は徐々に息を吹き返しており、共産党と政党連合「左翼戦線」を組んだ左翼党の候補であるジャン＝リュック・メランションの2012年の大統領選挙での得票は、1981年の大統領選挙以来の10%を超えた。
2015年8月に日本を訪問、日本共産党の委員長である志位和夫と党首会談を行い、軍事同盟反対や核兵器廃絶など共通する国際課題で両党が協力することを確認した。なお、両党党首の本格的な会談は39年ぶりである。